# Barbus pagenstecheri
Barbus pagenstecheri és una espècie de peix cipriniforme de la família dels ciprínids.

## Morfologia
Els mascles poden assolir els 35 cm de longitud total.

## Distribució geogràfica
Es troba a Àfrica (zona del Kilimanjaro).